# Heterolaophonte noncapillata
Heterolaophonte noncapillata är en kräftdjursart som beskrevs av Lang 1948. Heterolaophonte noncapillata ingår i släktet Heterolaophonte och familjen Laophontidae. Inga underarter finns listade i Catalogue of Life.